# Monocostus uniflorus
 (novembre 2012).
Le contenu est difficilement compréhensible vu les erreurs de traduction, qui sont peut-être dues à l'utilisation d'un logiciel de traduction automatique.
Espèce
Classification phylogénétique
Monocostus uniflorus (Poepp. ex Petersen) Maas, (1968) est une espèce de plantes à fleurs appartenant au genre Monocostus et de la famille des Costaceae.
Sa première description latine (cf ci-dessous) sous le nom de Costus uniflorus  est publiée en 1890 dans la “Flora Brasiliensis” éditée par C.F.P. von Martius à partir d’un échantillon collecté en décembre 1830 par Eduard Friedrich Poeppig.
Monocostus uniflorus est originaire du Nord du Pérou.
Eduard Friedrich Poeppig le situe à Yurimaguas dans l’actuelle Province d'Alto Amazonas.
Karl Moritz Schumann, quant à lui, le place dans les forêts sèches à cactus de Tarapoto ( Province de San Martín, vers le Pueblo Fuangerra près du confluent de la Mayo et du Río Huallaga.

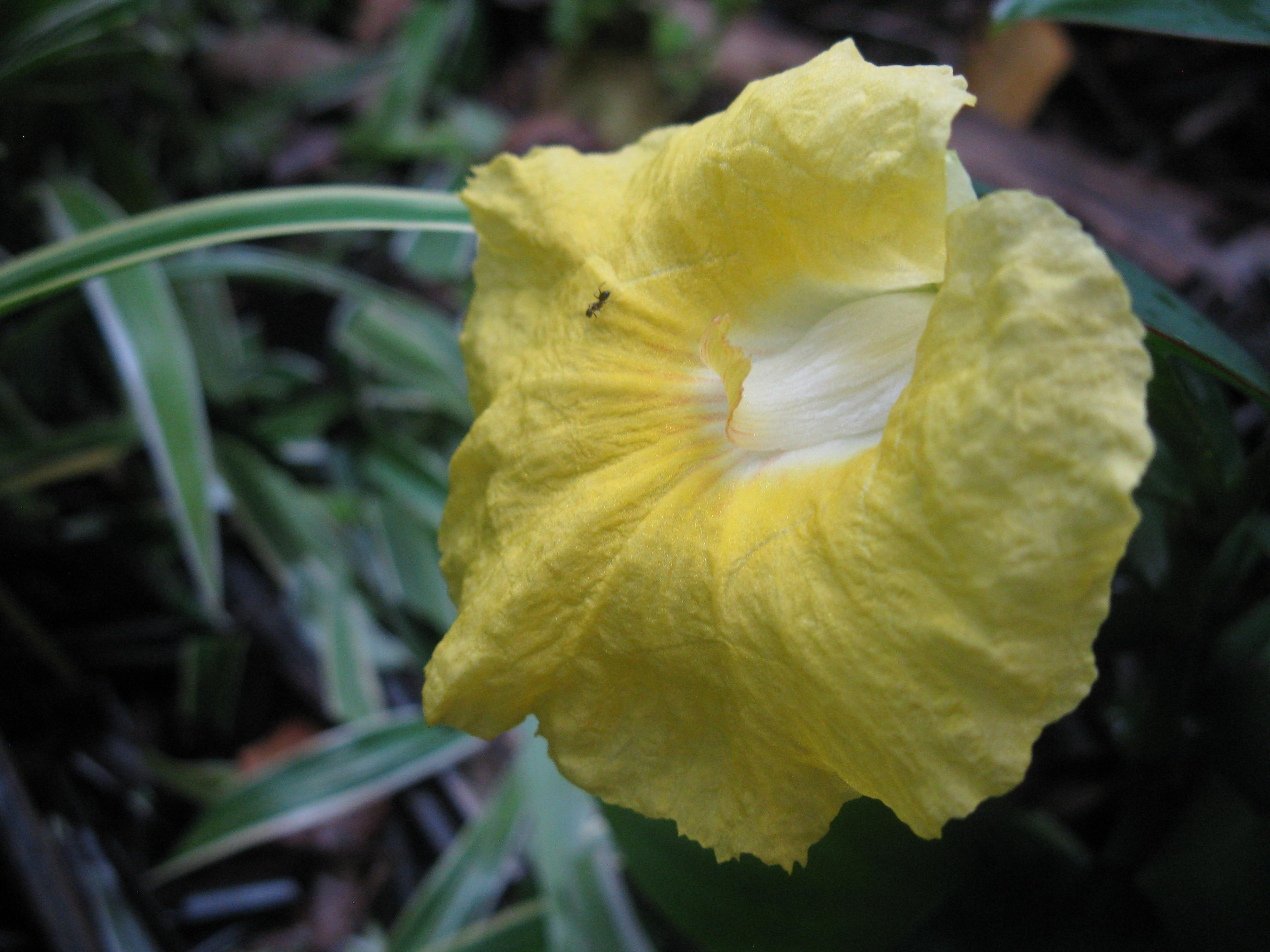
Monocostus uniflorus vu de 3/4. Une fourmi adore.
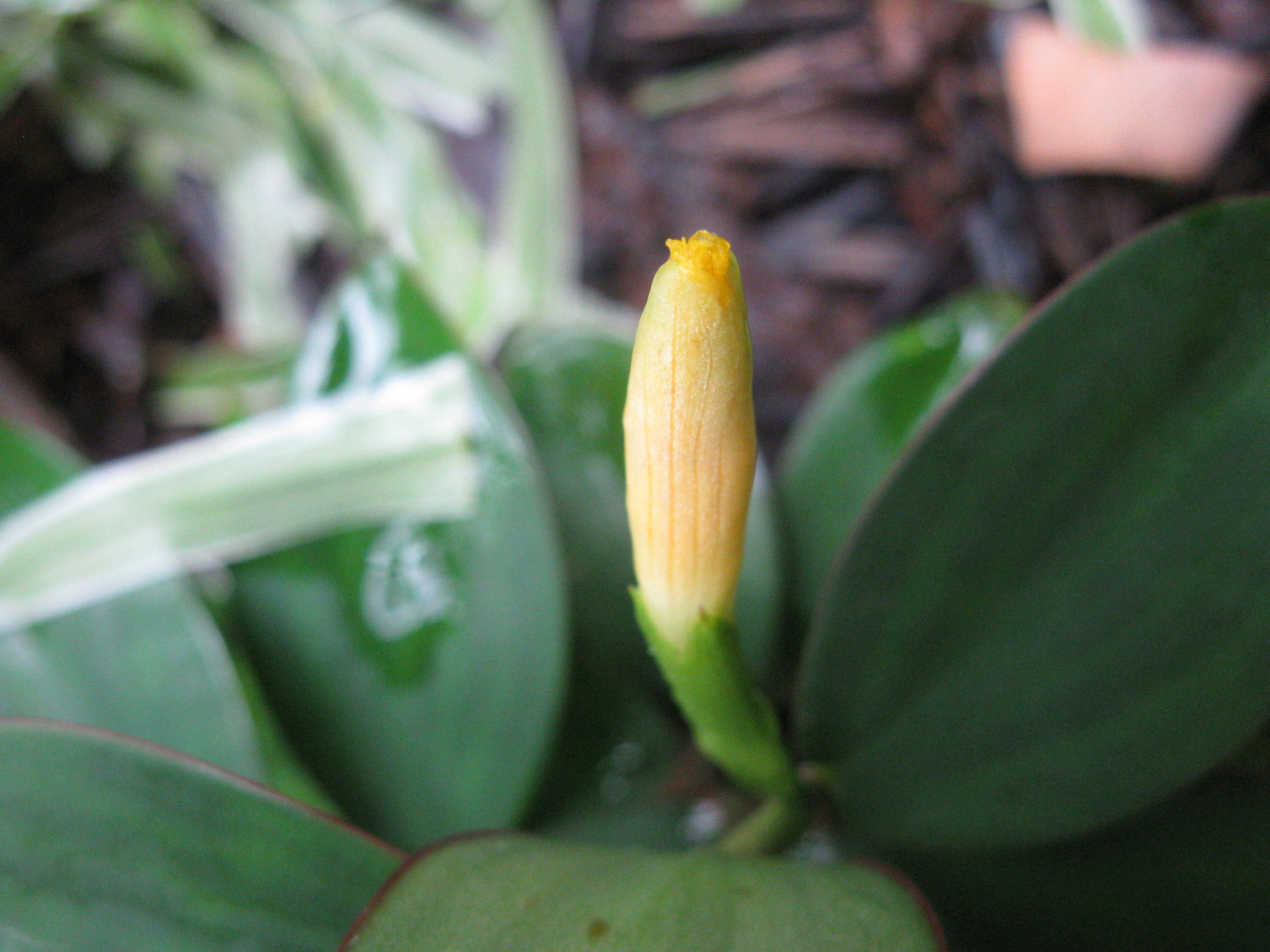
Monocostus uniflorus encore en bouton.
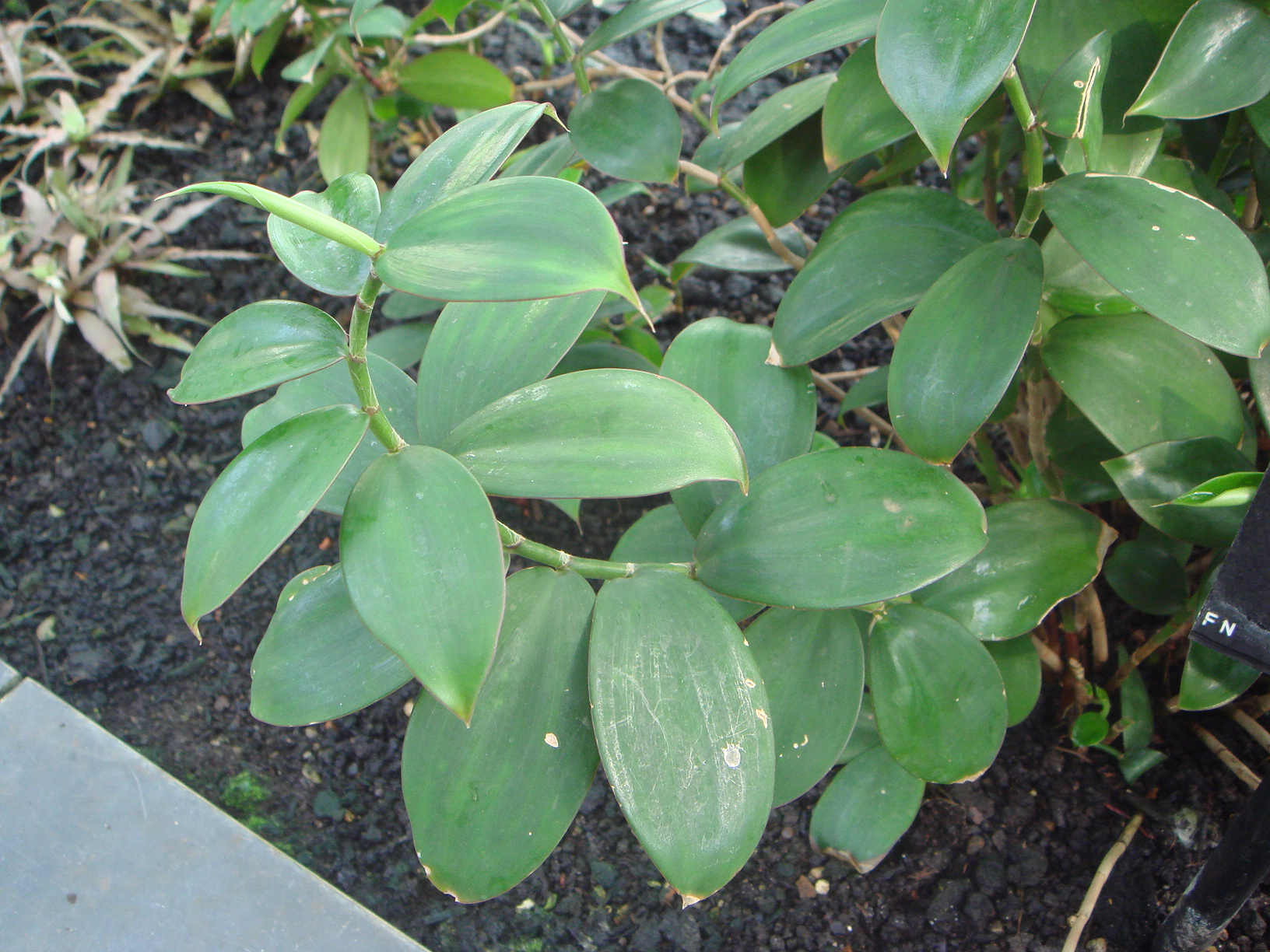
Feuillage.

## Description
Monocostus uniflorus est une plante basse d’une taille de 20 à 60 cm.
Il est unique parmi les Costaceae car il présente des fleurs solitaires à l’aisselle des feuilles supérieures plutôt que de développer des inflorescences spécifiques.
La fleur a un labelle largement ouvert de couleur jaune.
La bractéole est longue et tubulaire. Le calice, très grand, reste dans le fruit.
Le stigmate est en forme de coupelle.
L'ovaire est biloculaire et les ovules unisériés. (chez les Costus les ovaires sont tri-loculaires).
La capsule est grande, allongée et déhiscente de manière longitudinale afin d’exposer des graines noires et brillantes.
La plupart des parties de la plante sont ponctuées de rouge-brun, avec les bords des feuilles d’un rouge vif.

## Descriptions Latines
- COSTUS UNIFLORUS Poepp.

— Caulis subspiralis vaginis anguste tubulosis vestitus; vaginae striatae, hirsutae fusco- v. nigro- v. purpureo-punctatae in ochream brevem, oblique truncatam, margine longissime albo-ciliatam productae, laminae omnes deciduae, elongato-ellipticae, acuminatissimae, 7—9 cm. longae, 21/2—3 cm. latae, supra glabrae, subtus hirtae, apice hirsutae, costa media non vel tantum in parte dimidia inferiore conspicua, venis supra promirulis, subtus obsoletis. Flores solitarii in axilla foliorum superiorum. Calyx cum corolla rubro-punctatus et adpresse hirtus, 11/2—13/4 cm. altus, trifidus laciniis obtusiusculis tubo angusto  2—3.plo brevioribus.
Corolla calyce fere duplo longior, trifida laciniis triangularibus capillaceo-acuminatis. Partes interiores floris desiderantur.
- MONOCOSTUS ULEI K.Schum.

— Herba perennis terrestris pro rata humilis, caulesbasi vaginis paucis (6—7) cylindricis brevibus oblique truncatis instructi haud insigniter tortuosi glabri 40—50 cm alti. Folia pauca 10—15 sessilia oblonga vel subobovato-oblonga brevissime acuminata basi rotundata subcarnosa utrinque glabra 4,5— 8 cm longa et 3—3,5 cm lata, vagina oblique truncata subarachnoideo-ciliata. Flores stricte axillares solitarii bracteola tubulosa apice breviter biloba 2—2,2 cm longa suffulti, pedicello complanato 5 mm longo muniti; ovarium complanatum 1,3 cm  longum glabrum; calyx tubulosus breviter trilobus glaber 2,7— 3 cm longus minus coriaceus, lobi acuminati 6—7 mm metientes; corollae saturate flavae vel aureae tubus gracilis 3,5—4 cm longus, lobi oblongo-lanceolati obtusi membranacei 2,5 cm longi; labellum 5—6 cm longum crispulum subinvolutum ; stamen oblongo-lineare 3,5 cm longum, apice lobulatum (?), anthera ad medium affixa. Capsula elongata haud plane matura ultra 5 cm longa bilocularis; semina in loculo quoque uniseriatim disposita; semina angulata.

## Synonymes
- Costus uniflorus Poepp. ex Petersen décrit à la page 58 du Volume 3 partie 3 de la "Flora Brasiliensis" édité en 1890 par C.F.P.von Martius[1].
- Dimerocostus uniflorus (Poepp. ex Petersen) K.Schum. ,  décrit à la page 427 du Volume IV 46 du journal botanique Das Pflanzenreich édité en 1904 par le botaniste allemand « Adolf Engler »[3].
- Monocostus ulei K.Schum. ,  décrit à la page 429 du Volume IV 46 du journal botanique Das Pflanzenreich de « Adolf Engler »[2].